# Akagutj-Jauratj (Arjeplogs socken, Lappland, 734808-156924)
Akagutj-Jauratj är en sjö i Arjeplogs kommun i Lappland och ingår i Skellefteälvens huvudavrinningsområde.